# 娄村镇
娄村镇，是中华人民共和国河北省保定市涞水县下辖的一个乡镇级行政单位。原娄村满族乡于2017年初撤乡设镇。

## 行政区划
娄村镇下辖以下地区：
娄村、西营房村、北水东村、中水东村、南水东村、燕岭村、福山营村、庞家河村、南庄村、木井村、包家坟村、车厂村、三义村、三合庄村、安阳村、宫家坟村、石圭村、虎过庄村、南安庄村、西安庄村、常安庄村和太平庄村。